# Trehörningen (Ljungs socken, Östergötland)
Trehörningen är en sjö i Linköpings kommun i Östergötland och ingår i Motala ströms huvudavrinningsområde.